# Kashmirisk (sprog)
Kashmirisk er et indoarisk sprog skrevet med det arabiske alfabet. Det er det vigtigste sprog i delstaten Jammu og Kashmir i nord-Indien hvor omkring halvdelen af befolkningen – c. 7.1 million mennesker – taler det.